# Vardan Poġosyan
Vardan Poġosyan (in armeno Վարդան Պողոսյան?; Erevan, 8 marzo 1992) è un ex calciatore armeno, di ruolo attaccante.

## Palmarès

### Club

#### Competizioni nazionali
- Supercoppa d'Armenia: 1

P'yownik: 2015